# Toni Duggan
Pour les articles homonymes, voir Duggan.
Toni Duggan est une footballeuse internationale anglaise née le 25 juillet 1991 à Liverpool. Elle évolue au poste d'attaquante compte 79 sélections en équipe nationale et 19 buts.

## Carrière
Elle fait ses débuts professionnels dans sa ville natale à Liverpool avec le club d'Everton où elle se fait remarquer et qui lui permet d'obtenir sa première sélection en 2012. Elle y découvre aussi la Ligue des champions et remporte la FA Cup en 2010.
Elle signe ensuite à Manchester City en 2013 avec lequel elle remporte le championnat en 2016 et atteint les demi-finales de la Ligue des champions.
Elle découvre la ligue espagnole en 2017 avec le FC Barcelone et la finale de la Ligue des champions en 2019, une première pour un club espagnol.
Elle rejoint juste après l'Atlético de Madrid pour obtenir plus de temps de jeu.
Elle retrouve l'Angleterre et son premier club, Everton, en 2021.
Avec l'Angleterre, elle est régulièrement appelée à partir de 2012 et atteint la demi-finale de la Coupe du Monde en 2015 puis 2019 et la demi-finale de l'Euro en 2017. Elle n'est plus appelée depuis mars 2020.
Elle annonce sa grossesse en septembre 2022.

## Palmarès
Manchester City
- WSL1 en 2016
- WSL Cup en 2016
- Coupe FA en 2017